# Prowincja kościelna
Prowincja kościelna – jednostka administracyjna kościoła (nazwa pochodząca od analogii z prowincją rzymską). W hierarchicznych kościołach chrześcijańskich składają się z diecezji. Na czele prowincji stoi arcybiskup. W Kościele katolickim prowincja jest zwykle jednoznaczna z metropolią, a jej przywódca nazywany jest metropolitą. 

## Katolicyzm
Kościół rzymskokatolicki w Polsce
Źródło: 

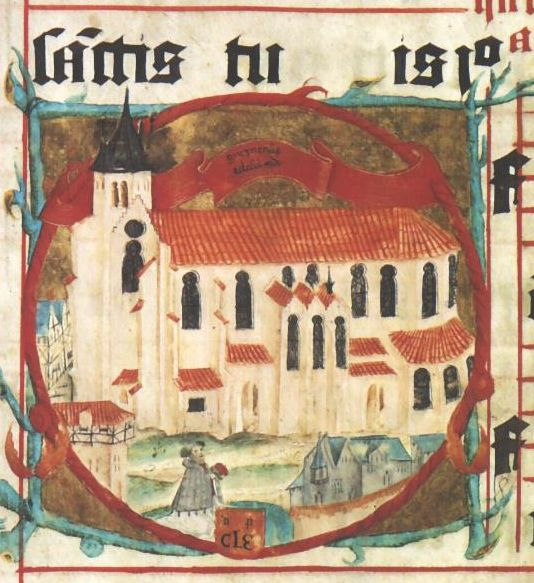
Archikatedra w Gnieźnie w 1509 z antyfonarza Klemensa z Piotrkowa

- prowincja gnieźnieńska (archidiecezja gnieźnieńska, diecezja włocławska, diecezja bydgoska)
- prowincja krakowska (archidiecezja krakowska, diecezja kielecka, diecezja tarnowska, diecezja bielsko-żywiecka)
- prowincja poznańska (archidiecezja poznańska, diecezja kaliska)
- prowincja warszawska (archidiecezja warszawska, diecezja płocka, diecezja warszawsko-praska)
- prowincja wrocławska (archidiecezja wrocławska, diecezja legnicka, diecezja świdnicka)
- prowincja przemyska (archidiecezja przemyska, diecezja zamojska, diecezja rzeszowska)
- prowincja szczecińsko-kamieńska (archidiecezja szczecińsko-kamieńska, diecezja koszalińsko-kołobrzeska, diecezja zielonogórsko-gorzowska)
- prowincja gdańska (archidiecezja gdańska, diecezja pelplińska, diecezja toruńska)
- prowincja warmińska (archidiecezja warmińska, diecezja elbląska, diecezja ełcka)
- prowincja białostocka (archidiecezja białostocka, diecezja łomżycka, diecezja drohiczyńska)
- prowincja częstochowska (archidiecezja częstochowska, diecezja radomska, diecezja sosnowiecka)
- prowincja katowicka (archidiecezja katowicka, diecezja opolska, diecezja gliwicka)
- prowincja lubelska (archidiecezja lubelska, diecezja sandomierska, diecezja siedlecka)
- prowicja łódzka (archidiecezja łódzka, diecezja łowicka)
- prowincja przemysko-warszawska obrządku bizantyjsko-ukraińskiego (archieparchia przemysko-warszawska, eparchia wrocławsko-gdańska)

Historia polskiej państwowości jest ściśle związana z dziejami prowincji kościelnych.

## Protestantyzm
Kościół anglikański
Źródło: 
Kościół anglikański dzieli się na 39 autonomicznych kościołów lokalnych nazywanych prowincjami. Kościół Anglii natomiast dzieli się wewnętrznie na dwie prowincje: Canterbury i York, na których czele stoją arcybiskupi. Prowincje dzielą się na diecezje, a te na parafie. Głową Kościoła Anglii jest monarcha brytyjski, natomiast abp Canterbury ma zwierzchnictwo duchowe. 
Kościoły członkowskie wspólnoty anglikańskiej są często nazywane „prowincjami”.